# Natascha Wiggers
Natascha Wiggers (* 1. Dezember 1967) ist eine ehemalige deutsche Fußballspielerin.

## Karriere
Wiggers gehörte von 1983 bis 1997 dem  VfR Eintracht Wolfsburg an und kam zunächst in der Verbandsliga Niedersachsen im Regionalverband Nord als Abwehrspielerin zum Einsatz. Als Niedersachsenpokal-Sieger 1983 war ihre Mannschaft als Teilnehmer für den Wettbewerb um den DFB-Pokal qualifiziert. Nachdem sie mit ihrer Mannschaft erfolgreich das Achtel-, Viertel- und Halbfinale gestalten konnte, gehörte sie der Mannschaft an, die am 31. Mai 1984 im Frankfurter Waldstadion vor 10.000 Zuschauern der SSG 09 Bergisch Gladbach gegenüberstand. Petra Bartelmann und Gaby Dlugi-Winterberg sorgten mit ihren Toren zum 1:0 in der 28. und zum 2:0 in der 78. Minute für den Sieg der Mannschaft aus Bergisch Gladbach.
In der Zeit von 1986 bis 1990 bestritt sie in der Regionalliga Nord Punktspiele. Als Zweitplatzierter 1987 war ihre Mannschaft für die Teilnahme an der Deutschen Meisterschaft qualifiziert, schied jedoch im Achtelfinale mit 1:3 gegen Tennis Borussia Berlin aus dieser aus, wie auch 1990 im Viertelfinale mit 3:5 gegen den VfL Sindelfingen. Von 1990 bis 1997 spielte sie zuletzt in der seinerzeit zweigleisigen Bundesliga. Wegen der drohenden Insolvenz des Vereins, trat die Frauenfußballabteilung geschlossen zur Saison 1996/97 zum WSV Wendschott über. Nachdem sich dieser mit Platz fünf für die Relegation für die ab der Saison 1997/98 eingleisige Bundesliga qualifizieren konnte, in dieser jedoch mit dem dritten Platz das Ziel verfehlte, verließ sie den Verein und schloss sich für kurze Zeit Fortuna Sachsenross Hannover an.
Die Rückrunde der Saison 1997/98 und die Hinrunde der Saison 1998/99 spielte sie für die Sportfreunde Siegen in der Bundesliga, bevor sie im Jahr 1999 nach Wolfsburg zurückkehrte und bis Saisonende 2000/01 für den WSV Wendschott 23 Bundesligaspiele bestritt, wobei ihr am 3. Oktober 1999 (5. Spieltag) bei der 2:3-Niederlage im Heimspiel gegen den 1. FFC Turbine Potsdam mit dem Treffer zum 1:3 in der 51. Minute, ihr einziges Tor in der höchsten Spielklasse im deutschen Frauenfußball gelang.

## Erfolge
- DFB-Pokal-Finalist 1984